# I'll Whip Ya Head Boy
I'll Whip Ya Head Boy è un brano musicale del rapper statunitense 50 Cent, pubblicato come quarto singolo dalla colonna sonora Get Rich or Die Tryin'. Il brano figura il featuring dei rapper Young Buck e M.O.P.. Il singolo è arrivato alla settantaquattresima posizione della Billboard Hot 100.

## Tracce
Vinile 12"
Lato A
1. 50 Cent – I'll Whip Your Head Boy Remix (Clean) - 4:58
2. 50 Cent – I'll Whip Your Head Boy Remix (Dirty) - 4:58
3. I'll Whip Your Head Boy Remix (Instrumental) - 4:58

Lato B
1. Lloyd Banks – You Already Know Remix (Clean) - 3:19
2. Lloyd Banks – You Already Know Remix (Dirty) - 3:20
3. You Already Know Remix (Instrumental) - 3:17

## Classifiche
| Classifica (2006)                    | Posizione più alta |
| ------------------------------------ | ------------------ |
| US Hot R&B/Hip-Hop Songs (Billboard) | 74                 |